# Antiporus hollingsworthi
Antiporus hollingsworthi is een keversoort uit de familie waterroofkevers (Dytiscidae). De wetenschappelijke naam van de soort is voor het eerst geldig gepubliceerd in 1997 door Watts.